# Biskupi i arcybiskupi Manili
Biskupstwo Manili powstało 6 lutego 1579 bullą papieża Grzegorza XIII dnia 14 sierpnia 1595 Klemens VIII podniósł je do rangi archidiecezji, a metropolitom Manili przyznał tytuł prymasa Filipin. Arcybiskupi mają także prawo używania purpurowych szat (z wyjątkiem piuski i biretu), nawet jeśli nie są kardynałami.
Poniżej lista administratorów, koadiutorów, biskupów diecezjalnych, i biskupów pomocniczych.

## Biskupi

### Biskupi diecezjalni
| Lata urzędowania | Biskup | Biskup                                          | Uwagi |  |
| ---------------- | ------ | ----------------------------------------------- | --- |  |
| 1579–1594        |        | Domingo de Salazar OP                           | |  |
| 1595–1598        |        | Ignacio Santibáñez OFMConv                      | arcybiskup metropolita |  |
| 1602–1605        |        | Miguel de Benavides OP                          | arcybiskup metropolita |  |
| 1608–1616        |        | Diego Vázquez de Mercado                        | arcybiskup metropolita |  |
| 1618–1629        |        | Miguel García Serrano OSA                       | arcybiskup metropolita |  |
| 1634–1641        |        | Hernando Guerrero OSA                           | arcybiskup metropolita |  |
| 1646–1648        |        | Fernando Montero Espinosa                       | arcybiskup metropolita |  |
| 1649–1667        |        | Miguel de Poblete Casasola                      | arcybiskup metropolita |  |
| 1672–1674        |        | Juan López OP                                   | arcybiskup metropolita |  |
| 1681–1689        |        | Felipe Fernandez de Pardo OP                    | arcybiskup metropolita |  |
| 1695–1704        |        | Diego Camacho y Ávila                           | arcybiskup metropolita |  |
| 1704–1723        |        | Francisco de la Cuesta OSA                      | arcybiskup metropolita |  |
| 1724–1729        |        | Carlos Bermudez de Castro                       | arcybiskup metropolita |  |
| 1731–1742        |        | Juan Angel Rodríguez OSsT                       | arcybiskup metropolita |  |
| 1744–1755        |        | Pedro José Manuel Martínez de Arizala OFM       | arcybiskup metropolita |  |
| 1758–1764        |        | Manuel Antonio Rojo del Rio Vera                | arcybiskup metropolita |  |
| 1766–1787        |        | Basilio Tomás Sancho Hernando de Santa Justa SP | arcybiskup metropolita |  |
| 1788–1797        |        | Juan Antonio Gallego y Orbigo OFMConv           | arcybiskup metropolita |  |
| 1804–1824        |        | Juan Antonio Zulaibar y Aldape OP               | arcybiskup metropolita |  |
| 1826–1829        |        | Hilarión Diéz Fernández OSA                     | arcybiskup metropolita |  |
| 1830–1845        |        | José Maria Seguí Molas OSA                      | arcybiskup metropolita |  |
| 1846–1861        |        | José Julián Aranguren OAR                       | arcybiskup metropolita |  |
| 1861–1875        |        | Gregorio Melitón Martínez Santa Cruz            | arcybiskup metropolita |  |
| 1876–1889        |        | Pedro Payo y Piñeiro OP                         | arcybiskup metropolita |  |
| 1889–1902        |        | Bernardino Nozaleda y Villa OP                  | arcybiskup metropolita |  |
| 1903–1916        |        | Jeremiah James Harty                            | arcybiskup metropolita |  |
| 1916–1949        |        | Michael O'Doherty                               | arcybiskup metropolita |  |
| 1949–1952        |        | Gabriel Reyes                                   | arcybiskup metropolita |  |
| 1953–1973        |        | Rufino Santos                                   | arcybiskup metropolita, kardynał |  |
| 1974–2003        |        | Jaime Sin                                       | arcybiskup metropolita, kardynał |  |
| 2003–2011        |        | Gaudencio Rosales                               | arcybiskup metropolita, kardynał |  |
| 2011–2019        |        | Luis Antonio Tagle                              | arcybiskup metropolita, kardynał prezbiter w latach 2012–2020, następnie prefekt Kongregacji ds. Ewangelizacji Narodów, od 2020 kardynał biskup |  |
|                  |        | Broderick Pabillo                               | administrator apostolski sede vacante w latach 2020–2021                                                                                        |  |
| od 2021          |        | Jose Fuerte Advincula                           | arcybiskup metropolita, kardynał |  |

### Biskupi pomocniczy
| Lata urzędowania | Biskup | Biskup                           | Uwagi |
| ---------------- | ------ | -------------------------------- | --- |
| 1680–1698        |        | Ginés (Ginesio) Barrientos OP    | |
| 1829–1830        |        | José Maria Seguí Molas OSA       | następnie arcybiskup metropolita Manili |
| 1845–1846        |        | Romualdo Jimeno Ballesteros OP   | koadiutor, następnie biskup diecezjalny Cebu |
| 1929–1936        |        | Wilhelm Finnemann SVD            | następnie prefekt Mindoro |
| 1937–1949        |        | Cesar Maria Guerrero y Rodriguez | następnie biskup diecezjalny San Fernando |
| 1947–1953        |        | Rufino Santos                    | następnie arcybiskup metropolita Manili, kardynał |
| 1949             |        | Gabriel Martelino Reyes          | koadiutor, następnie arcybiskup metropolita Manili |
| 1950–1961        |        | Vicente Posada Reyes             | następnie biskup diecezjalny Borongan, późniejszy biskup diecezjalny Cabanatuan                                                                                     |
| 1954–1975        |        | Hernando Izquierdo Antiporda     | |
| 1955–1984        |        | Juan Bautista Velasco Díaz OP    | |
| 1961–1967        |        | Pedro Bantigue y Natividad       | następnie biskup diecezjalny San Pablo |
| 1966–1995        |        | Bienvenido Mercado Lopez         | |
| 1968–1974        |        | Artemio Gabriel Casas            | następnie arcybiskup metropolita Jaro |
| 1969–1985        |        | Amado Paulino Hernandez          | |
| 1974–1982        |        | Gaudencio Borbon Rosales         | następnie koadiutor Malaybalay, późniejszy biskup diecezjalny Malaybalay, następnie arcybiskup metropolita Lipy, późniejszy arcybiskup metropolita Manili, kardynał |
| 1976–1978        |        | Oscar Cruz                       | następnie arcybiskup metropolita San Fernando, późniejszy arcybiskup metropolita Lingayen-Dagupan                                                                   |
| 1977–1983        |        | Leonardo Zamora Legaspi OP       | następnie arcybiskup metropolita Caceres |
| 1977–1983        |        | Protacio Guevarra Gungon         | następnie biskup diecezjalny Antipolo |
| 1979–1993        |        | Manuel Cruz Sobreviñas           | następnie biskup diecezjalny Imus |
| 1981–1992        |        | Gabriel Villaruz Reyes           | następnie biskup diecezjalny Kalibo, późniejszy biskup diecezjalny Antipolo                                                                                         |
| 1983–2003        |        | Teodoro Buhain                   | |
| 1984–2002        |        | Teodoro Bacani                   | następnie biskup diecezjalny Novaliches |
| 1985–1992        |        | Leoncio Leviste Lat              | |
| 1993–1995        |        | Ramon Argüelles                  | następnie biskup wojskowy, późniejszy arcybiskup metropolita Lipy                                                                                                   |
| 1994–2001        |        | Crisostomo Yalung                | następnie biskup diecezjalny Antipolo |
| 1994–1996        |        | Rolando Tirona OCD               | następnie biskup diecezjalny Malolos, późniejszy prałat Infantki, następnie arcybiskup metropolita Caceres                                                          |
| 1997–2002        |        | Jesse Mercado                    | następnie biskup diecezjalny Parañaque |
| 2001–2004        |        | Socrates Villegas                | następnie biskup diecezjalny Balanga, późniejszy arcybiskup metropolita Lingayen-Dagupan                                                                            |
| 2004–2014        |        | Bernardino Cortez                | następnie prałat Infanty |
| 2006–2021        |        | Broderick Pabillo                | administrator apostolski sede vacante archidiecezji Manili w latach 2020–2021, następnie wikariusz apostolski Taytay                                                |